# Diocesi di Nazaré
La diocesi di Nazaré (in latino Dioecesis Nazarensis in Brasilia) è una sede della Chiesa cattolica in Brasile suffraganea dell'arcidiocesi di Olinda e Recife. Nel 2023 contava 929.000 battezzati su 1.092.000 abitanti. È retta dal vescovo Francisco de Assis Dantas de Lucena.

## Territorio
La diocesi comprende 35 comuni nella parte orientale dello stato brasiliano di Pernambuco: Aliança, Bom Jardim, Buenos Aires, Camutanga, Carpina, Casinhas, Chã de Alegria, Condado, Cumaru, Feira Nova, Ferreiros, Frei Miguelinho, Glória do Goitá, Goiana, Itambé, Itaquitinga, João Alfredo, Lagoa do Itaenga, Lagoa do Carro, Limoeiro, Macaparana, Machados, Nazaré da Mata, Orobó, Passira, Paudalho, Salgadinho, Santa Maria do Cambucá, São Vicente Ferrer, Surubim, Timbaúba, Tracunhaém, Vertente do Lério, Vertentes e Vicência.
Sede vescovile è la città di Nazaré da Mata, dove si trova la cattedrale dell'Immacolata Concezione (Nossa Senhora da Conceição).
Il territorio si estende su 5.956 km² ed è suddiviso in 41 parrocchie, raggruppate in 4 regioni pastorali: Timbaúba, Carpina, Surubim, Limoeiro.

## Storia
La diocesi è stata eretta il 2 agosto 1918 con la bolla Archidioecesis Olindensis-Recifensis di papa Benedetto XV, ricavandone il territorio dall'arcidiocesi di Olinda e Recife.

## Cronotassi dei vescovi
Si omettono i periodi di sede vacante non superiori ai 2 anni o non storicamente accertati.
- Riccardo Ramos de Castro Vilela † (3 luglio 1919 - 16 agosto 1946 dimesso[2])
- Carlos Gouvêa Coelho † (10 gennaio 1948 - 14 dicembre 1954 nominato vescovo di Niterói)
- João de Souza Lima † (6 febbraio 1955 - 16 gennaio 1958 nominato arcivescovo di Manaus)
- Manuel Pereira da Costa (20 giugno 1959 - 23 agosto 1962 nominato vescovo di Campina Grande)
- Manuel Lisboa de Oliveira † (25 febbraio 1963 - 7 novembre 1986 dimesso)
- Jorge Tobias de Freitas (7 novembre 1986 - 26 luglio 2006 ritirato)
- Severino Batista de França, O.F.M.Cap. (7 marzo 2007 - 25 novembre 2015 dimesso)
- Francisco de Assis Dantas de Lucena, dal 13 luglio 2016

## Statistiche
La diocesi nel 2023 su una popolazione di 1.092.000 persone contava 929.000 battezzati, corrispondenti all'85,1% del totale.
| anno | popolazione | popolazione | popolazione | presbiteri | presbiteri | presbiteri | presbiteri                | diaconi | religiosi | religiosi | parrocchie |
| anno | battezzati  | totale      | %           | numero     | secolari   | regolari   | battezzati per presbitero | diaconi | uomini    | donne     | parrocchie |
| ---- | ----------- | ----------- | ----------- | ---------- | ---------- | ---------- | ------------------------- | ------- | --------- | --------- | ---------- |
| 1950 | 475.875     | ?           | ?           | 32         | 25         | 7          | 14.871                    |         | 7         | 104       | 22         |
| 1966 | 679.948     | 710.000     | 95,8        | 52         | 24         | 28         | 13.075                    |         | 36        | 168       | 21         |
| 1970 | 750.000     | 780.000     | 96,2        | 44         | 21         | 23         | 17.045                    |         | 23        | 193       | 21         |
| 1976 | 736.000     | 768.708     | 95,7        | 33         | 21         | 12         | 22.303                    |         | 21        | 159       | 21         |
| 1980 | 780.000     | 800.000     | 97,5        | 29         | 13         | 16         | 26.896                    |         | 34        | 160       | 21         |
| 1990 | 865.000     | 883.000     | 98,0        | 34         | 26         | 8          | 25.441                    |         | 11        | 73        | 24         |
| 1999 | 803.200     | 1.004.000   | 80,0        | 38         | 30         | 8          | 21.136                    | 1       | 16        | 74        | 24         |
| 2000 | 800.000     | 1.000.000   | 80,0        | 37         | 33         | 4          | 21.621                    | 1       | 25        | 79        | 26         |
| 2001 | 800.000     | 1.000.000   | 80,0        | 38         | 30         | 8          | 21.052                    | 1       | 13        | 114       | 26         |
| 2002 | 768.621     | 904.261     | 85,0        | 43         | 33         | 10         | 17.874                    | 1       | 18        | 104       | 27         |
| 2003 | 768.621     | 904.261     | 85,0        | 46         | 36         | 10         | 16.709                    | 1       | 24        | 99        | 28         |
| 2004 | 768.261     | 904.261     | 85,0        | 46         | 38         | 8          | 16.701                    | 1       | 10        | 88        | 29         |
| 2013 | 860.000     | 1.012.000   | 85,0        | 59         | 52         | 7          | 14.576                    | 10      | 22        | 72        | 38         |
| 2016 | 881.000     | 1.037.000   | 85,0        | 53         | 47         | 6          | 16.622                    | 10      | 12        | 63        | 39         |
| 2019 | 902.275     | 1.062.000   | 85,0        | 68         | 62         | 6          | 13.268                    | 9       | 15        | 37        | 39         |
| 2021 | 916.590     | 1.078.860   | 85,0        | 84         | 74         | 10         | 10.911                    | 20      | 17        | 48        | 39         |
| 2023 | 929.000     | 1.092.000   | 85,1        | 81         | 71         | 10         | 11.469                    | 19      | 16        | 30        | 41         |